# Amtsgericht Rostock

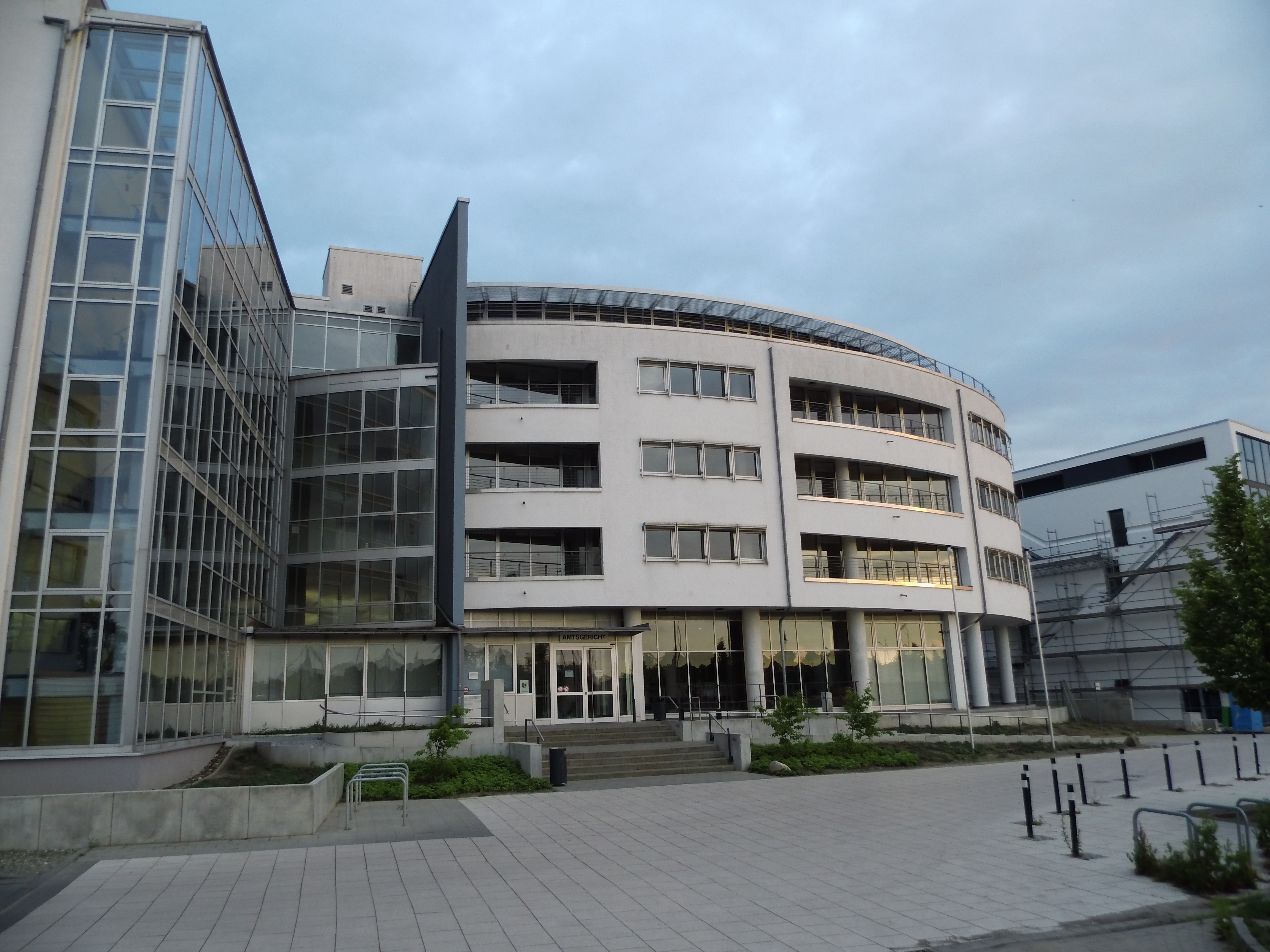
Gebäude des Amtsgerichts Rostock

Das Amtsgericht Rostock ist ein Gericht der ordentlichen Gerichtsbarkeit des Landes Mecklenburg-Vorpommern im Bezirk des Landgerichts Rostock.

## Gerichtssitz und -bezirk

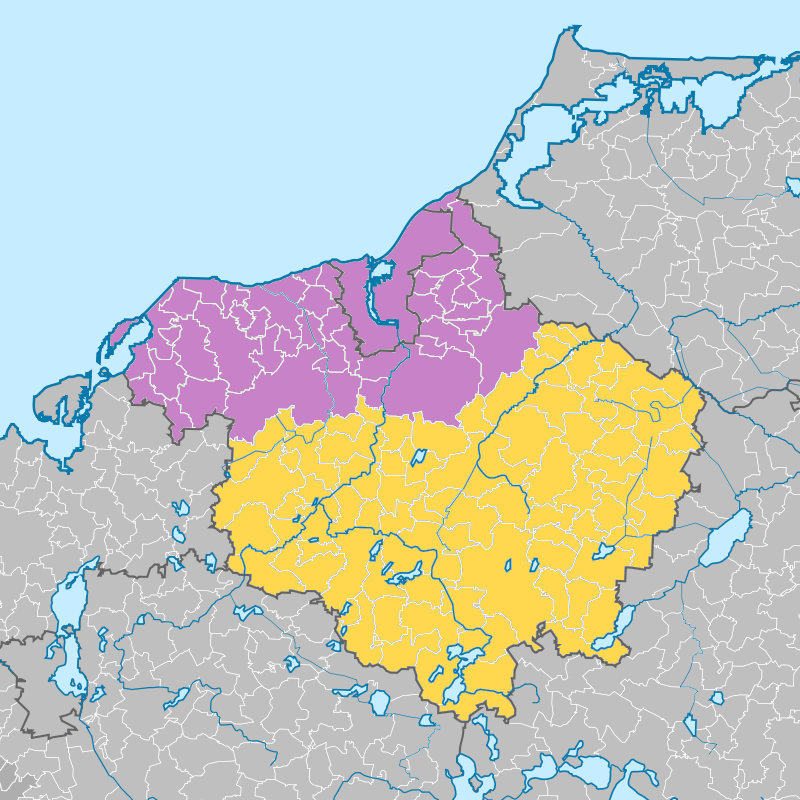
Gerichtsbezirke der dem LG Rostock nachgeordneten Amtsgerichte seit dem 11. Mai 2015
AG Rostock
AG Güstrow

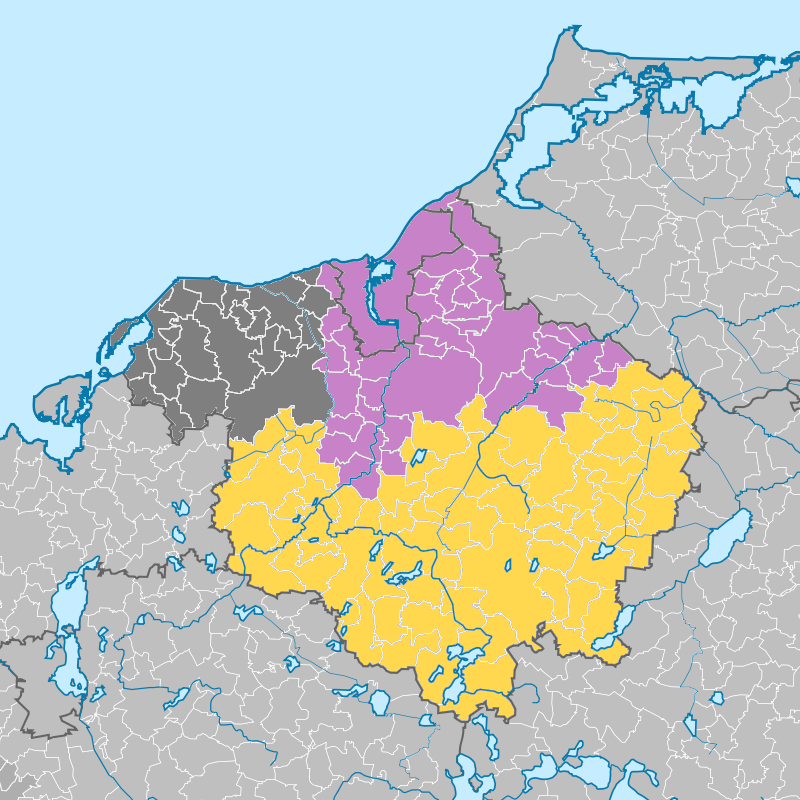
Gerichtsbezirke der dem LG Rostock nachgeordneten Amtsgerichte bis zum 5. Oktober 2014
AG Bad Doberan
AG Rostock
AG Güstrow

Der Sitz des Gerichts ist die Hansestadt Rostock.
Der Gerichtsbezirk umfasste bei Inkrafttreten der Gerichtsstrukturreform am 6. Oktober 2014 das Gebiet der folgenden Städte und Gemeinden.
| - Bentwisch, - Blankenhagen, - Broderstorf, - Dummerstorf, - Elmenhorst/Lichtenhagen, - Gelbensande, - Graal-Müritz, | - Klein Kussewitz, - Kritzmow, - Lambrechtshagen, - Mönchhagen, - Papendorf, - Pölchow, - Poppendorf, | - Roggentin, - Rostock, - Rövershagen, - Sanitz, - Stäbelow, - Thulendorf und - Ziesendorf |

Die zuvor zum Bezirk des Amtsgerichtes Rostock gehörenden Städte und Gemeinden
| - Benitz, - Bröberow, - Cammin, - Gnewitz, - Grammow, - Kassow, - Nustrow, - Rukieten, | - Schwaan, - Selpin, - Stubbendorf, - Tessin, - Thelkow, - Vorbeck, - Wiendorf und - Zarnewanz |

wurden in den Bezirk des Amtsgerichts Güstrow eingegliedert.
Durch die Auflösung des Amtsgerichts Bad Doberan zum 11. Mai 2015 wurden die folgenden Städte und Gemeinden dem Gerichtsbezirk des Amtsgerichts Rostock zugeordnet.
| - Admannshagen-Bargeshagen, - Alt Bukow, - Am Salzhaff, - Bad Doberan, - Bartenshagen-Parkentin, - Bastorf, - Biendorf, | - Börgerende-Rethwisch, - Carinerland, - Hohenfelde, - Kirch Mulsow, - Kröpelin, - Kühlungsborn, - Neubukow, | - Nienhagen, - Reddelich, - Rerik, - Retschow, - Satow, - Steffenshagen und - Wittenbeck |

Damit wurde der ursprünglich etwa 990 km2 große Gerichtsbezirk durch die Gerichtsstrukturreform auf etwa 1340 km2 vergrößert. In ihm leben ungefähr 306.000 Einwohner.
Das Amtsgericht Rostock war bereits vor der Aufhebung des Amtsgerichts Bad Doberan auch in dessen Bezirk für die Führung des Grundbuches zuständig.
Es ist daneben für den gesamten Bezirk des Landgerichts Rostock zuständig für Landwirtschaftssachen, Wirtschaftsstrafsachen Insolvenzverfahren sowie für die Führung der Handels-, Genossenschafts- und Partnerschaftsregister.
In Urheberrechtsstreitsachen ist das Amtsgericht Rostock für den gesamten Bezirk des Oberlandesgerichts Rostock und damit für ganz Mecklenburg-Vorpommern örtlich zuständig.
Außerdem wurde dem Gericht die Führung des Seeschiffsregisters sowie die Zuständigkeit im Dispacheverfahren für das Gebiet der Länder Brandenburg, Mecklenburg-Vorpommern, Sachsen, Sachsen-Anhalt und Thüringen übertragen.

## Gebäude
Das Gericht befindet sich in der Zochstraße 13 im Rostocker Stadthafen.

## Übergeordnete Gerichte
Dem Amtsgericht Rostock ist das Landgericht Rostock übergeordnet. Zuständiges Oberlandesgericht ist das Oberlandesgericht Rostock.